# Piazza Monte Grappa
(Ingegner Mopurgo, Piano regolatore del Comune di Varese del 30 ottobre 1929)
Piazza Monte Grappa è un'importante piazza della città italiana di Varese, in Lombardia, situata nel centro storico della medesima città.
È il nodo dove convergono tutte le vie principali della città: vi si dipartono Via Marcobi, Corso Matteotti, Via Marconi, Corso Moro e Via Volta. Comprende il collegamento con il sottoportico di Piazza Ragazzi del '99 ed interrompe la Via Bernascone.
La piazza è caratterizzata da architetture del periodo fascista. Anticamente era chiamata Piazza Porcari (o Piazza Padella), per la sua caratteristica forma triangolare. Con l'elezione di Varese a capoluogo dell'omonima provincia nel 1927, l'ingegner Vittorio Ballio Morpurgo viene incaricato di redigere il nuovo piano regolatore per la città. Esso prevedeva tra le varie cose l'ampliamento della piazza Porcari, situata nel centro cittadino.
Per la realizzazione della nuova Piazza Monte Grappa viene demolito l'intero quartiere presente sul lato sud della vecchia piazza. Nel 1934 si svolge il concorso per il progetto degli edifici che dovranno delimitare la piazza. Vincitore è l'architetto Mario Loreti di Roma che progetterà l'attuale sede della Camera di Commercio, la torre littoria, l'edificio INPS, le Assicurazioni RAS e altri edifici privati.